# Hermán Soliz
Hermán Soliz Salvatierra (Montero, 14 luglio 1982) è un ex calciatore boliviano, di ruolo difensore o centrocampista.

## Caratteristiche tecniche
Gioca come difensore laterale o come centrocampista difensivo.

## Carriera

### Club
Soliz entrò per la prima volta in una squadra professionistica nel 1998, allorché integrò la rosa dell'Atlético González (vecchio nome del La Paz Fútbol Club). Debuttò nella massima serie nazionale durante la stagione 1999, giocando per 19 volte con la maglia del The Strongest di La Paz; fu poi ceduto, nel 2000, al Mariscal Braun, altra società di La Paz. Disputò tutta la stagione da titolare, assommando 41 presenze. Fece ritorno al The Strongest in vista della stagione 2001; si stabilì come titolare, giocando con continuità sia durante le due vittoriose annate 2003 e 2004, sia durante le Coppe Libertadores 2003 e 2004. Nel 2005 si trasferì al Blooming di Santa Cruz de la Sierra, dove giocò un campionato; se ne andò a metà della annata 2006. Ancora al The Strongest, vi giocò 42 gare. Nel 2008 ebbe una breve esperienza al Blooming, cui ancora una volta seguì un trasferimento al The Strongest. Nel 2011 ha firmato per l'Universitario di Sucre.

### Nazionale
Con la selezione Under-20 ha disputato il Campionato sudamericano 2001. Debuttò in nazionale maggiore il 1º giugno 2004, in occasione dell'incontro di La Paz con il Paraguay, valido per le qualificazioni al campionato del mondo 2006, subentrando al 92º minuto a Luis Gatty Ribeiro. Il 5 giugno esordì da titolare e segnò una autorete contro l'Ecuador. Nel 2004 venne incluso nella lista per la Copa América. In tale competizione non fu mai utilizzato.

## Palmarès

### Club

#### Competizioni nazionali
- Campionato boliviano: 4

The Strongest: Apertura 2003, Clausura 2003, Clausura 2004
Blooming: Apertura 2005